# Nuup Bussii
Nuup bussii är ett bussföretag med verksamhet i Nuuk. Företaget har 32 anställda. Det finns ungefär 45 busshållplatser och 2023 åkte 1 762 790 passagerare med bussarna.[källa behövs]
Företaget grundades som ett aktiebolag år 1980 av Nuuks kommun för transport av passagerare i Nuuk med omgivningar. Bussarna kör alla vardagar kl 06.18 – 00.15.